# Kynšperk nad Ohří
Kynšperk nad Ohří (Duits: Königsberg a. d. Eger) is een stad en gemeente in de Tsjechische regio Karlsbad. De gemeente ligt op 431 meter hoogte, halverwege tussen Cheb (10 kilometer naar het zuidwesten) en Sokolov (10 kilometer naar het noordoosten).
De stad ligt aan de rivier Eger. Naast de stad Kynšperk nad Ohří liggen ook de dorpen Dolní Pochlovice, Dvorečky, Chotíkov, Kamenný Dvůr, Liboc, Štědrá en Zlatá binnen de gemeente. In Dolní Pochlovice ligt het spoorwegstation Kynšperk nad Ohří aan de spoorlijn van Cheb naar Sokolov. Daarnaast loopt de autoweg R6 van Praag naar Duitsland door de gemeente.

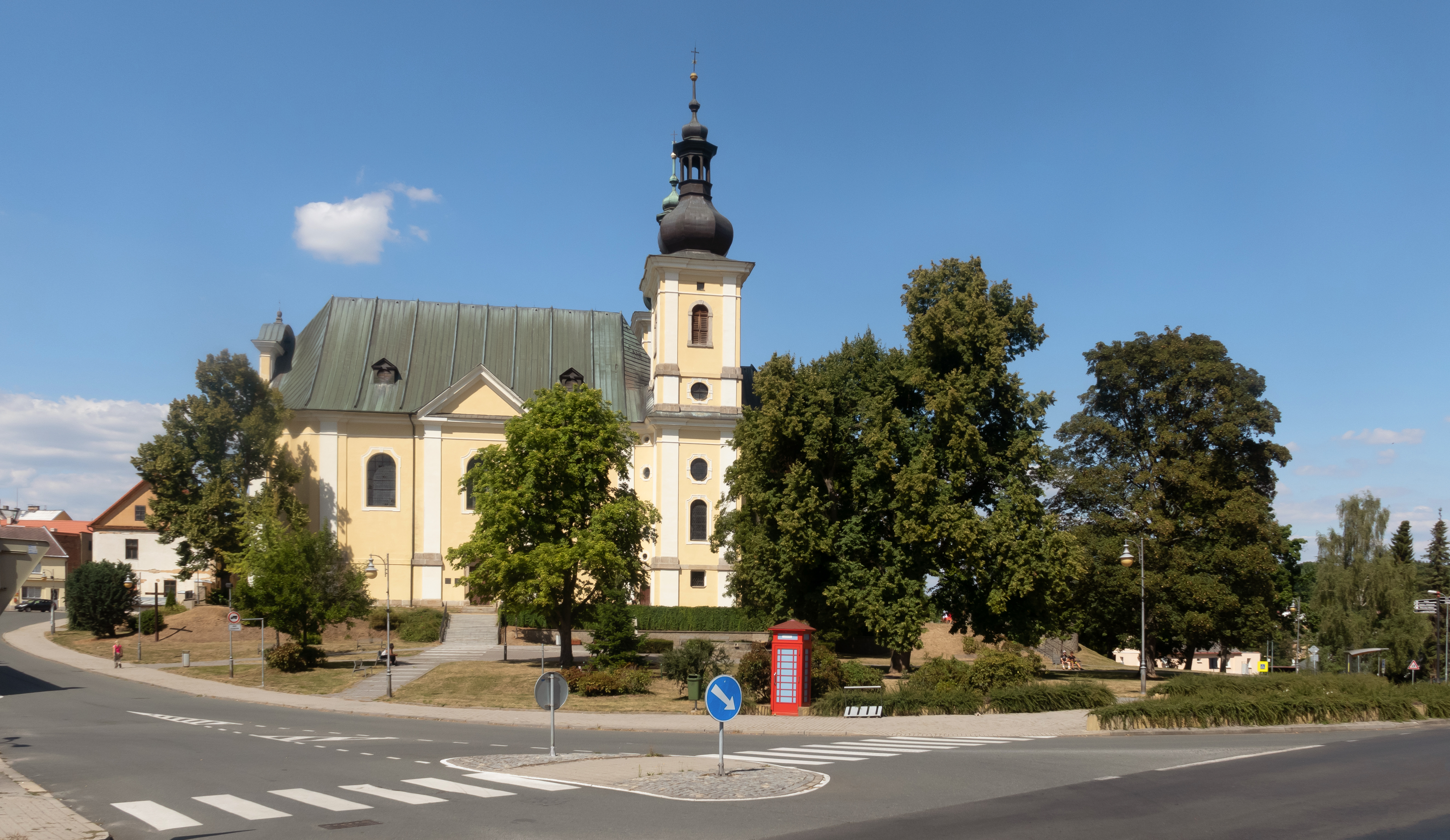
Kerk: Kostel Nanebevzetí Panny Marie

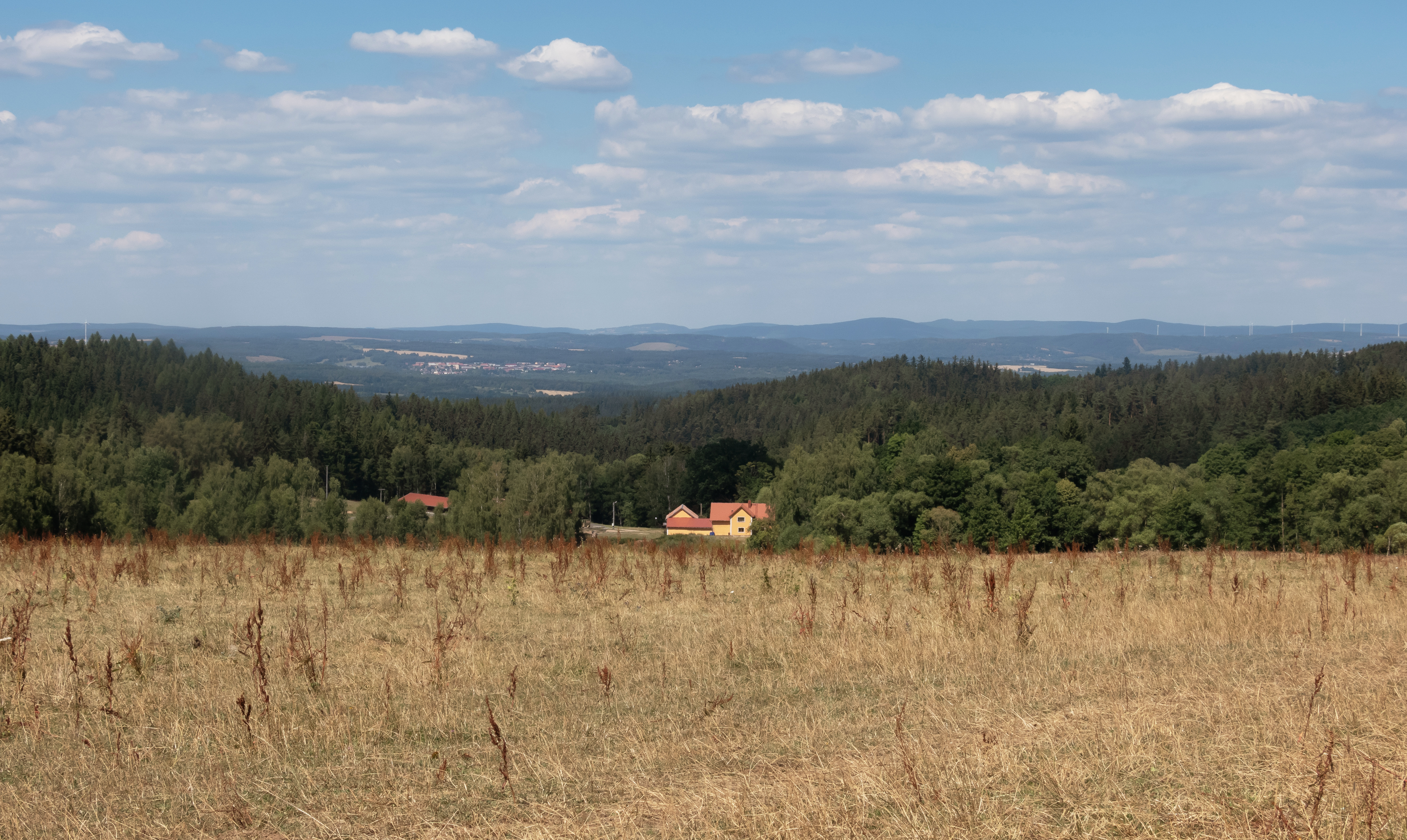
Panorma bij Kynšperk nad Ohří-Dvorečky

## Geschiedenis
De stad werd gesticht in 1232 door de Boheemse koning Wenceslaus I. In het jaar 1364 krijgt de stad van keizer Karel IV stadsrechten. 
De stad werd bekend door de meubelmakerij. In 1873 werd er in de stad een ambachtsschool opgericht voor meubelmakers.
De bewoners moesten, als niet langer in Tsjecho-Slowakije gewenste Sudeten-Duitsers, hun stad in 1945 verlaten en vertrokken naar Beieren. Tsjechen kwamen in hun plaats. 

Březová · Bublava · Bukovany · Chlum Svaté Maří · Chodov · Citice · Dasnice · Dolní Nivy · Dolní Rychnov · Habartov · Horní Slavkov · Jindřichovice · Josefov · Kaceřov · Krajková · Královské Poříčí · Kraslice · Krásno · Kynšperk nad Ohří · Libavské Údolí · Loket · Lomnice · Nová Ves · Nové Sedlo · Oloví · Přebuz · Rotava · Rovná · Staré Sedlo · Stříbrná · Svatava · Šabina · Šindelová · Sokolov · Tatrovice · Těšovice · Vintířov · Vřesová